# Grand Prix automobile de Monaco
Le Grand Prix de Monaco est une des plus anciennes et l'une des trois courses les plus prestigieuses au monde, disputée en principauté de Monaco, sur un circuit urbain conçu en 1929 par Antony Noghès, fils du président de l'Automobile Club de Monaco, sous les auspices du prince Louis II de Monaco. Cette création répondait au défi d'organiser une compétition sur le territoire exigu de Monaco (environ 1,5 km2 à l'époque), condition requise par la Commission Sportive Internationale pour que l'Automobile Club de Monaco soit reconnu internationalement. En effet, l'autre grande compétition monégasque, le rallye automobile Monte-Carlo, créé dès 1911, était disputé sur les routes de nombreux pays d'Europe.
Le Grand Prix de Monaco est organisé par l'Automobile Club de Monaco fondé sous le nom de Sport Vélocipédique de Monaco en 1890, qui organise également le rallye automobile Monte-Carlo.
La course inaugurale est remportée le 14 avril 1929 par William Grover-Williams, au volant d'une Bugatti officielle du constructeur de Molsheim. La principauté ne connaît depuis lors que quatorze années sans Grand Prix. Le Grand Prix de Monaco fut la seconde épreuve du premier championnat du monde de Formule 1, le 21 mai 1950. L'édition 1952 du Grand Prix ne figure pas au programme du championnat de monde de Formule 1 car les organisateurs privilégient cette année-là la catégorie sport. Après une éclipse de deux années sans course, le Grand Prix de Monaco reprend en 1955 avec un plateau de Formule 1. Le 19 mars 2020, il est annoncé que l'édition 2020 est annulée à cause de la pandémie de COVID-19, c'est la première fois depuis 65 ans que le Grand Prix ne peut se tenir.
Le circuit de Monaco serpente autour du port Hercule, dans les rues de Monte-Carlo et de La Condamine, enchaînant les virages serrés au milieu de rails de protection : il n'y a aucun espace de dégagement entre la piste et ceux-ci, contrairement aux autres circuits, ce qui implique la présence de grues à plusieurs endroits pour dégager les monoplaces accidentées au plus vite. La piste étroite est exigeante et rend les dépassements difficiles. Cependant, au fil des années, l'Automobile Club a apporté des améliorations constantes notamment en ce qui concerne l'aménagement des stands de ravitaillement. La transformation des rues de Monaco en circuit automobile (rails, passerelles, tribunes, zone des stands etc..) a lieu chaque année dans les 90 jours précédant la course, avant démontage intégral.
En 2010, la FIA procède à de nouvelles modifications du circuit avec la mise en place de vibreurs plus hauts dans les deux chicanes du circuit et un resurfaçage de la voie des stands et des portions entre Sainte Dévote et l’avenue de Monte Carlo, entre la place du Casino et le Portier et entre la sortie du tunnel et la chicane suivante.
En 2025, les règles du Grand Prix sont revues afin d'obliger les pilotes à s'arrêter deux fois aux stands pour rendre la course plus spectaculaire,.
Le record de victoires sur ce circuit en Formule 1 est détenu par Ayrton Senna qui s'est imposé à six reprises dont cinq fois consécutivement, en dix participations, et le premier pilote monégasque à s'imposer à Monaco depuis la création du championnat du monde en 1950 est Charles Leclerc le 26 mai 2024.

## Histoire

### Origines

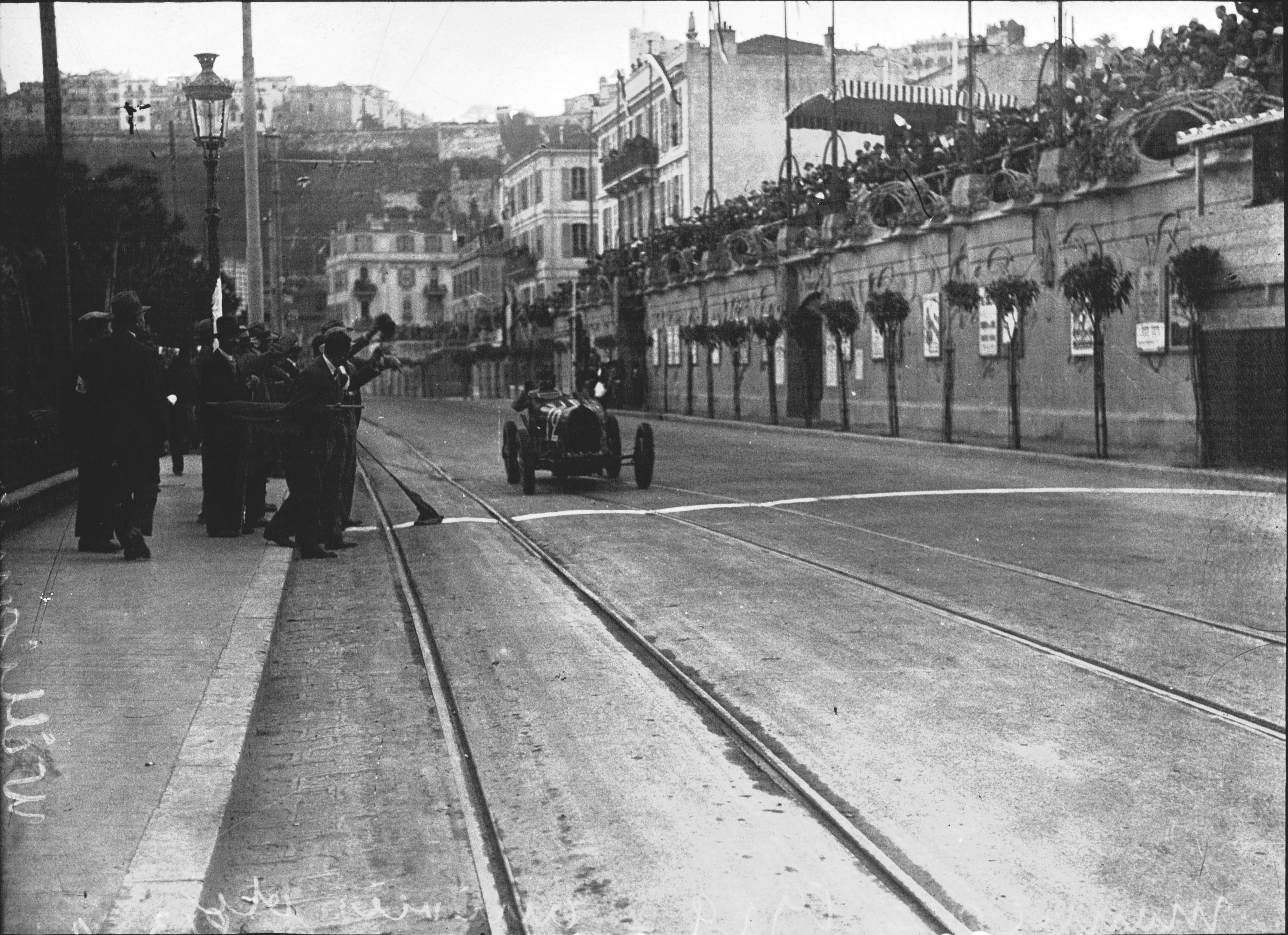
William Grover-Williams franchissant la ligne d'arrivée en vainqueur du premier Grand Prix de Monaco

Le 26 août 1890 naît le Sport Vélocipédique Monégasque (SVM) qui va connaître un rapide essor sous la présidence d’honneur du prince Albert 1er. En 1907, le club devient Sport Automobile et Vélocipédique de Monaco (SAVM). Alexandre Noghès, Trésorier Général des Finances de la principauté, est nommé président en 1909. À l'instar des grands rassemblements cyclistes, l’idée d’une épreuve automobile qui fera converger vers Monaco des concurrents venus de partout en Europe est émise par son fils, Antony, qui organise deux ans plus tard, le premier Rallye de Monte Carlo, remporté par Henri Rougier sur une Turcat-Méry.
Le 29 mars 1925, lors d’une assemblée générale extraordinaire réunissant cinquante-cinq membres du SAVM, le président Alexandre Noghès déclare qu’« en raison de l’importance prise par la Société, il est obligatoire d’en changer le titre et de la dénommer Automobile Club de Monaco ». La proposition mise au vote est approuvée, l’Automobile Club de Monaco vient de naître, il porte ce nom aujourd’hui encore.

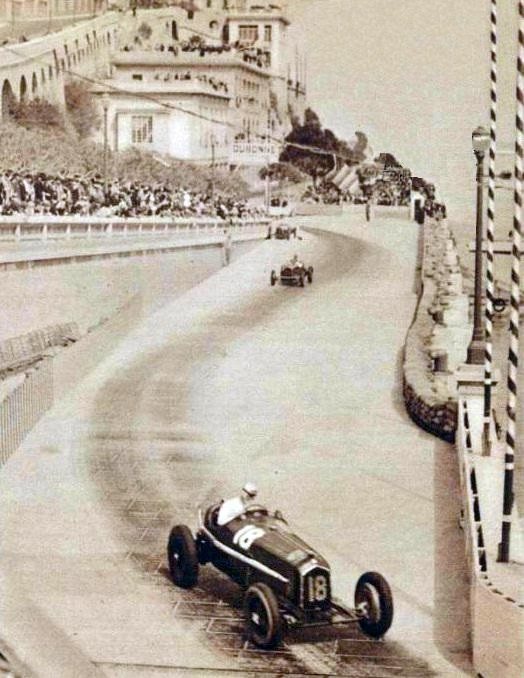
René Dreyfus à la chicane du quai Albert Ier en 1935.

Pour que la réussite soit totale, il reste encore à faire admettre l’ACM au sein de l’Association Internationale des Automobile Club Reconnus (AIACR), l’ancêtre de la FIA qui détient alors le pouvoir sportif légal. C’est à cet objectif que se consacrent Alexandre Noghès et son fils. Ce dernier est chargé, en 1928, de présenter la candidature de l’Automobile Club de Monaco au siège de l’AIACR à Paris. Comme les épreuves organisées par le club se déroulent hors du territoire monégasque, il se voit opposer un refus catégorique. Il lance alors l’idée de créer un circuit automobile dans les rues de la principauté.
Malgré une marche à escalader entre le Quai des États-Unis et le Quai Albert 1er, une marche à descendre du côté des gazomètres, les pavés et les rails du tramway entre la Condamine et le Casino, Antony Noghès poursuit ses démarches, inspiré par ce type de course urbaine qui existe déjà aux États-Unis, notamment à Santa Monica ou Corona en Californie. Antony Noghès parle de son projet audacieux au pilote local Louis Chiron dont il sait pouvoir obtenir un avis pertinent et objectif. Entré dans la confidence, le pilote s’extasie ; « Fantastique ! Merveilleux ! Stupéfiant ! ». Le projet reçoit également le soutien enthousiaste du prince Louis II et son appui.
Six mois plus tard, le 14 avril 1929, le prince Pierre boucle le tour inaugural du circuit à bord d'une Torpedo Voisin conduite par le directeur de course, Charles Faroux, alors que Louis Chiron, engagé aux 500 miles d’Indianapolis, est absent. Seize pilotes prennent le départ du premier Grand Prix de Monaco sur une grille tirée au sort. La principauté assiste à la victoire du britannique William Grover-Williams (dit « Williams ») sur une Bugatti 35B privée. Il boucle les cent tours du circuit de 3,180 km à une moyenne de 80 km/h.
Interrompue pendant la guerre (de 1938 à 1947), l'épreuve reprend en 1948 mais n'a pas lieu l'année suivante du fait du décès du prince Louis II. Le 21 mai 1950, le circuit accueille la seconde manche du premier championnat du monde des conducteurs, enlevée par l'Alfa Romeo de Juan Manuel Fangio. L'épreuve redevient en 1952 une course de voitures de sport. Plutôt que d’accueillir les Formule 2, alors retenues pour le championnat du monde, le Grand Prix automobile de Monaco fait sa réapparition en 1955 pour ne plus jamais s'effacer du calendrier.

### Organisation
Le Grand Prix de Monaco diffère à plusieurs égards des autres Grands Prix. La séance d'essais a lieu le jeudi précédant la course au lieu du vendredi pour permettre la réouverture des rues au public et le réapprovisionnement des magasins. Organisé à l'origine lors du weekend de l'Ascension, les journées du jeudi, samedi et dimanche étant donc des jours chômés, la privatisation des rues pour la course était plus simple à réaliser.
Le montage du circuit prend six semaines et le retrait après la course trois. Il n'y avait pas de podium après la course jusqu'en 2017 : les trois premiers pilotes se rendaient directement vers la loge royale où se tenait la cérémonie de remise des prix. De nos jours, tous les éléments du circuit (« un gigantesque puzzle » selon Jean Todt, « un grand légo pour adultes », observe Ronan Le Gallou qui est le responsable des structures extérieures du circuit) sont stockés sur un terrain dans les Alpes Maritimes à quelques kilomètres de Monaco. S'y trouvent notamment les stands, les bâtiments de la direction de course, ceux de la régie télévision, les tribunes et les passerelles posées au dessus de la piste. À environ 90 jours du Grand Prix, ce matériel est progressivement transporté par camions pour être monté sur ce qui va devenir le tracé de la course. Des encoches sont présentes sur les trottoirs de la ville, qui permettent d'y enfoncer les poteaux soutenant les rails et les grillages (tous les éléments étant numérotés), Les kilomètres de rails sont posés tout autour du circuit, concomitamment à l'installation de la zone des stands, du paddock et des passerelles. Une fois le Grand Prix achevé, tout est démonté, les rues de Monaco retrouvent leur aspect, le matériel repart dans son lieu de stockage.

### Faits marquants

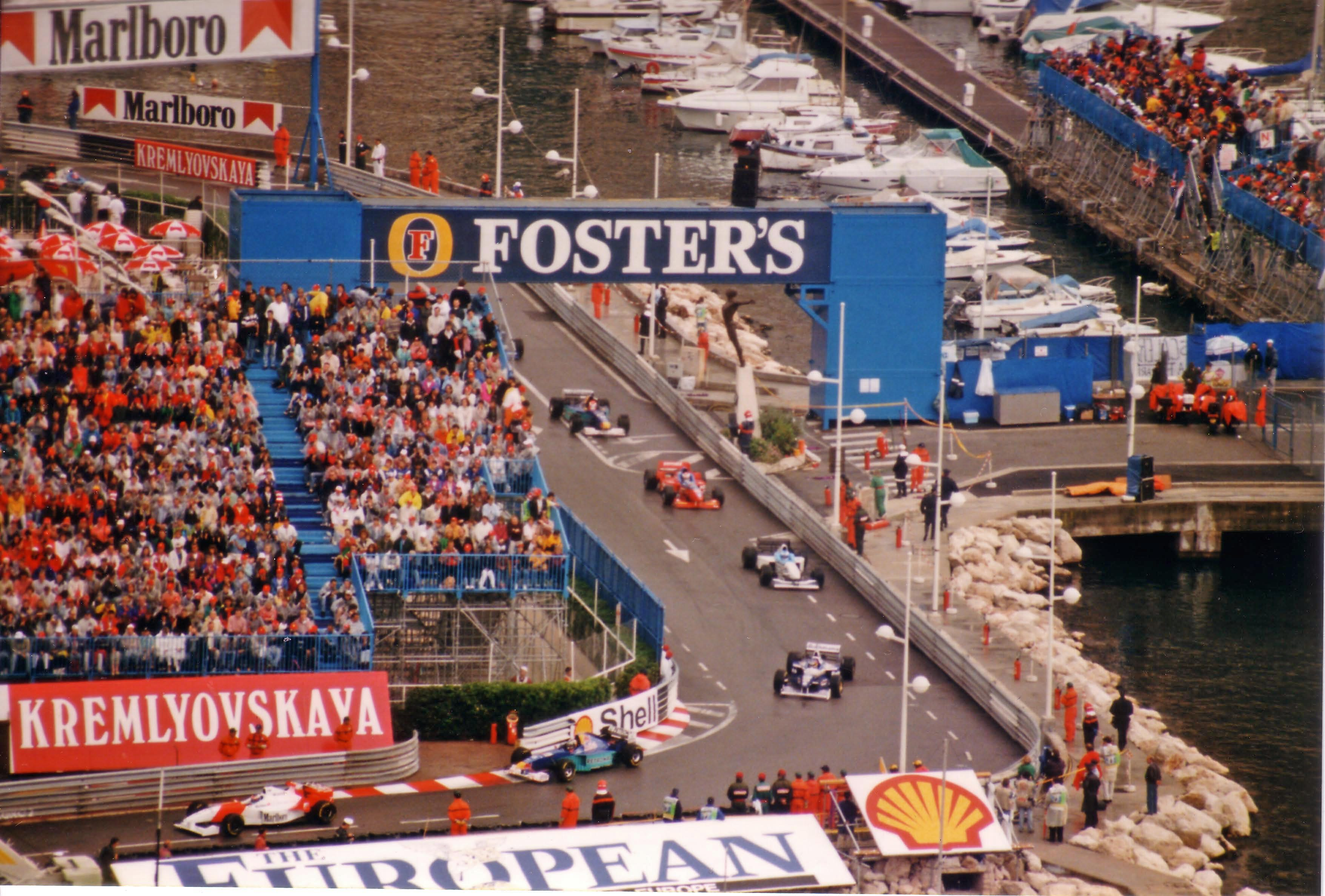
Vue aérienne du Grand Prix en 1996

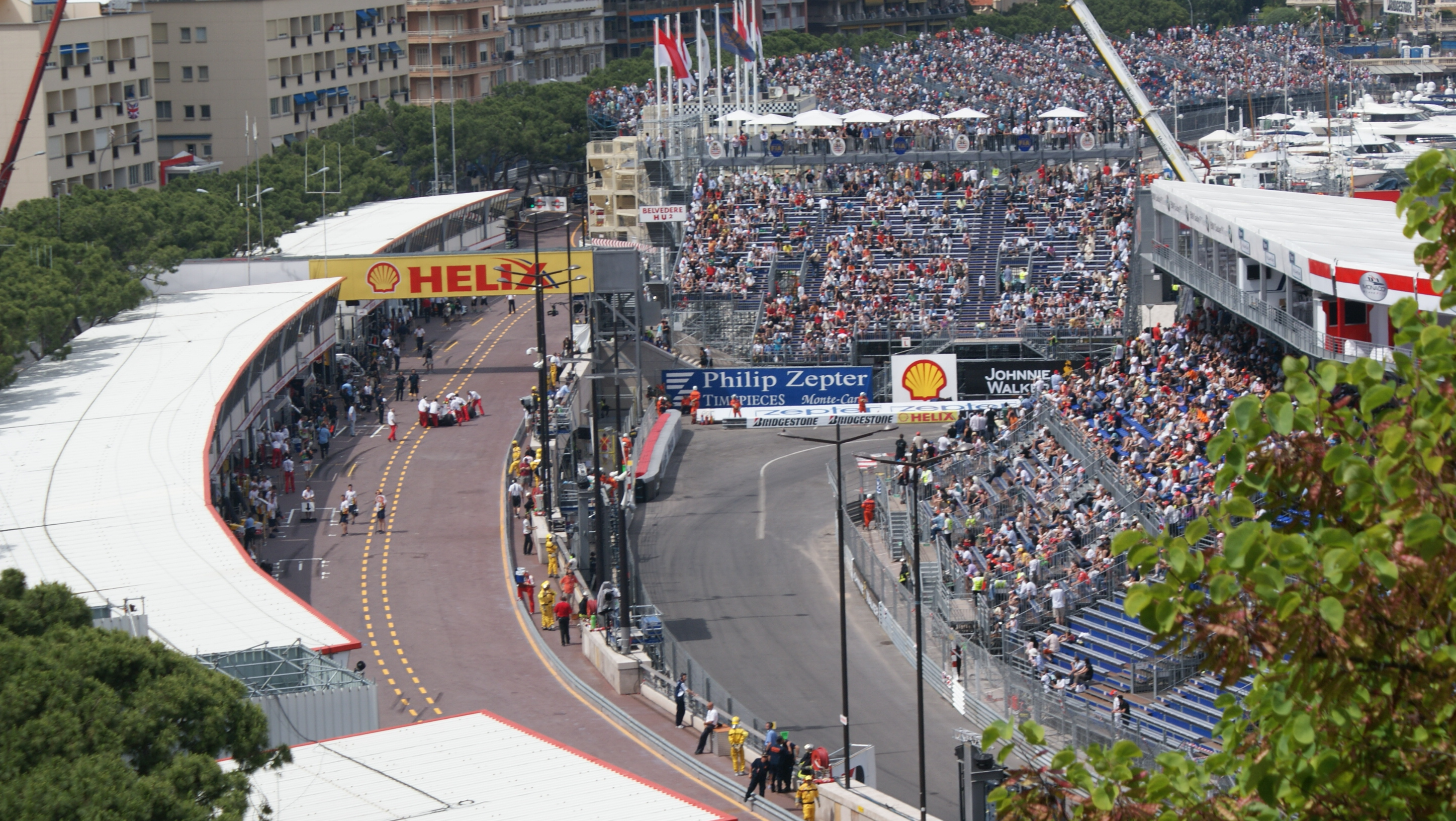
Les nouveaux stands construits pour l'édition 2004.

- GP de Monaco 1950 : dès le premier tour de la course, l'Italien Giuseppe Farina (vainqueur une semaine plus tôt à Silverstone du premier Grand Prix de l'histoire du championnat du monde de Formule 1) part à la faute à la sortie du virage du « Bureau de Tabac » et provoque ce qui reste encore aujourd'hui l'un des plus gros carambolages de l'histoire de la F1, dix pilotes devant abandonner. Juan Manuel Fangio, qui s'était élancé en tête, ne découvre le carnage qu'un tour plus tard et parvient à se faufiler au ralenti au milieu des monoplaces abandonnées. Il racontera plus tard avoir deviné que la piste était obstruée (le virage du « Bureau de Tabac » est un virage « en aveugle ») en constatant que les spectateurs ne regardaient pas dans sa direction. Débarrassé de ses principaux adversaires, l'Argentin remporte facilement son premier succès en championnat du monde.
- GP de Monaco 1955 : largement favorites, les redoutables Mercedes W196 de Fangio et Stirling Moss cassent toutes les deux leur moteur. L'huile répandue sur la piste par la Mercedes de Moss est la cause probable de l'un des accidents les plus fameux de l'histoire de la F1 puisqu'au freinage de la chicane, Alberto Ascari perd le contrôle de sa Lancia D50 qui plonge dans les eaux du port[6]. Il faut toute la vigilance des hommes-grenouilles pour sauver de la noyade le champion italien, qui s'en sort miraculeusement avec une simple entaille sur le nez, mais qui décèdera quelques jours plus tard dans un autre accident à Monza. La course est remportée par Maurice Trintignant (Ferrari) qui devient le premier pilote français à remporter une épreuve du championnat du monde.
- GP de Monaco 1960 : Stirling Moss remporte l'épreuve sur une Lotus privée du Rob Walker Racing. Il s'agit de la première victoire d'une Lotus en championnat du monde.
- GP de Monaco 1961 : Moss réédite son exploit de la saison précédente. Toujours sur une Lotus privée du Rob Walker Racing, il domine les surpuissantes Ferrari de Richie Ginther, Phil Hill et Wolfgang von Trips.
- GP de Monaco 1965 : contraint à une folle remontée après avoir tiré tout droit à la chicane du port et avoir dû descendre de sa voiture pour la pousser en marche arrière, Graham Hill remporte avec panache son troisième succès consécutif à Monaco. En forme d'hommage à son grand rival Jim Clark, absent pour cause de participation le lendemain aux 500 miles d'Indianapolis, Hill aura ces mots, restés célèbres : « Aujourd'hui, je me sentais de taille à battre n'importe qui, même Clark. » Paul Hawkins plonge avec sa voiture dans le port de Monaco à la suite d'un tête à queue dans la chicane au 79e des 100 tours à parcourir[6]. Il en sort indemne.
- GP de Monaco 1966 : seuls quatre pilotes finissent le Grand Prix, ce qui amène à ne pas pouvoir attribuer tous les points prévus par le barème en vigueur.
- GP de Monaco 1967 : en chasse pendant près de deux heures derrière le futur vainqueur et futur champion du monde Denny Hulme, l'Italien Lorenzo Bandini, à bout de forces, part à la faute à la chicane du port et heurte violemment les barrières. Prisonnier de sa voiture en flammes, il décédera de ses blessures trois jours plus tard. À la suite de ce drame, les organisateurs décident de réduire la longueur de l'épreuve de 100 à 80 tours, soit compte tenu des moyennes de l'époque, de 2 h 30 à 2 h.
- GP de Monaco 1970 : alors qu'il semblait avoir course gagnée malgré le retour de Jochen Rindt, l'Australien Jack Brabham part à la faute dans le dernier virage du dernier tour et offre la victoire au pilote autrichien. Ce Grand Prix marque également l'unique podium d'Henri Pescarolo, au volant d'une Matra.
- GP de Monaco 1972 : disputée sous des trombes d'eau, l'épreuve est dominée par le surprenant Jean-Pierre Beltoise au volant de sa BRM V12. Cela restera le seul succès en championnat du monde de Formule 1 pour le pilote français.
- GP de Monaco 1981 : sur sa Ferrari turbo, dont les caractéristiques techniques (moteur très puissant mais manquant de progressivité) ne conviennent pas du tout au tracé monégasque, le Canadien Gilles Villeneuve s'impose au terme d'un véritable numéro d'équilibriste.
- GP de Monaco 1982 : perturbée par la pluie lors des derniers tours, l'épreuve donne lieu à un final rocambolesque : piégé par le changement d'adhérence, le leader Alain Prost heurte le rail dans l'avant-dernier tour. Il est relayé en tête par Riccardo Patrese, lequel part à la faute à son tour. Lui succède alors Didier Pironi, qui tombe en panne d'essence dans le dernier tour. Derrière Pironi, Derek Daly et Andrea De Cesaris tombent également en panne. La victoire revient finalement à Patrese, reparti malgré son tête à queue à l'épingle grâce à l'aide des commissaires et qui signe son premier succès en Formule 1.
- GP de Monaco 1983 : le départ de l'épreuve est donné sur une piste humide mais séchante. Alors que les utilisateurs des puissants moteurs turbo sont contraints de chausser des pneus pluie, le champion du monde en titre Keke Rosberg, sur sa Williams à moteur Ford Cosworth atmosphérique, fait le pari de s'élancer en pneus slicks. Le Finlandais parvient à prendre la tête dès le début de la course et creuse un écart définitif lorsque ses concurrents doivent s'arrêter pour mettre des gommes lisses.
- GP de Monaco 1984 : pour la troisième année consécutive, la pluie est de la partie et le départ est donné sous des trombes d'eau. Dans le premier tour, les deux Renault de Patrick Tambay et Derek Warwick sont prises dans un accident et abandonnent. Après un début de course tonitruant de Nigel Mansell qui finit par taper le rail, le poleman Alain Prost récupère le commandement de l'épreuve. Mais rapidement, les regards se braquent vers le jeune pilote brésilien Ayrton Senna (dont c'est seulement la sixième course en F1) qui, parti en fond de grille au volant de sa modeste Toleman, a effectué une spectaculaire remontée jusqu'à la deuxième place et comble rapidement l'écart qui le sépare de Prost. Mais, à l'issue du 31e tour et alors que Senna est revenu sur les talons du pilote français, le directeur de course Jacky Ickx prend la décision controversée d'arrêter l'épreuve au drapeau rouge pour raison de sécurité. Ickx sera démis de ses fonctions de directeur de course par la FISA à la suite de cette décision qui entraîne une demi-attribution des points. Cette épreuve a également vu l'abandon de Niki Lauda, en bataille pour le titre avec son coéquipier Prost, parti en tête-à-queue.
- GP de Monaco 1985 : cette édition remportée par Alain Prost voit un spectaculaire accrochage entre la Brabham de Nelson Piquet et l'Alfa Romeo de Riccardo Patrese au 17e tour.
- GP de Monaco 1986 : l'Italien Elio de Angelis dispute son dernier Grand Prix avant sa disparition lors d'essais privés au Castellet quelques jours plus tard.

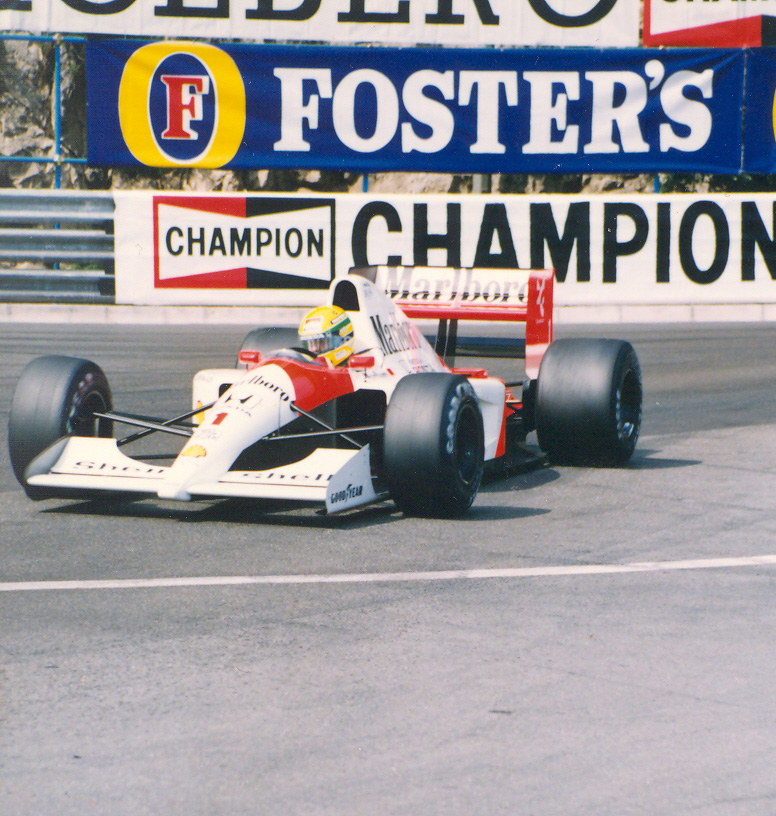
Ayrton Senna à la chicane du port en 1991, année où il remporte une de ses six victoires en principauté

- GP de Monaco 1987 : parti depuis la pole position, Nigel Mansell contrôle le début de course avant de devoir abandonner sur un problème de turbo, laissant Ayrton Senna s'imposer.
- GP de Monaco 1988 : fort d'une avance de près de cinquante secondes sur son coéquipier Alain Prost (il est vrai longtemps retardé par la Ferrari de Gerhard Berger), Ayrton Senna semble avoir course gagnée mais se déconcentre à onze tours de l'arrivée et tape le rail au virage du « Portier ».
- GP de Monaco 1989 : l'Italien Stefano Modena termine troisième derrière les intouchables McLaren-Honda d'Ayrton Senna et Alain Prost, réalisant le dernier podium de l'écurie Brabham en Formule 1.
- GP de Monaco 1992 : Largement dominateur des cinq premières courses, Nigel Mansell subit sa première défaite de la saison. Alors qu'il domine la course, le Britannique croit avoir crevé à quelques tours de l'arrivée et s'arrête aux stands, repartant en deuxième position derrière Ayrton Senna. Malgré la compétitivité de sa monoplace, Mansell ne parvient pas à dépasser Senna qui s'impose pour la cinquième fois de sa carrière en principauté. Après la course, bien que déçu, Mansell déclare avec humour que la McLaren-Honda du Brésilien était trop large pour qu'il puisse passer.
- GP de Monaco 1993 : Ayrton Senna remporte le Grand Prix pour la sixième fois, la cinquième consécutive. Il bat le record de victoires de Graham Hill dont le fils Damon figure à ses côtés sur le podium, cela malgré un accrochage avec Gerhard Berger dans les dernières boucles.
- GP de Monaco 1994 : Disputé deux semaines après les accidents mortels de Roland Ratzenberger et Ayrton Senna, tous les pilotes y participant leur rendent hommage sur la grille de départ sur laquelle ont été peints les drapeaux brésilien et autrichien devant la première ligne. L'épreuve est marquée par l'accident, lors des premiers essais, du pilote autrichien Karl Wendlinger, qui perd le contrôle de sa Sauber à la sortie du tunnel, le point le plus rapide du circuit. Victime d'un grave traumatisme crânien, il passe plusieurs semaines dans le coma avant de revenir à la compétition. Dans ce contexte douloureux, Michael Schumacher réalise sa première pole position et sa première victoire à Monaco.
- GP de Monaco 1996 : sous la pluie, profitant de nombreux abandons devant lui mais également auteur de plusieurs manœuvres audacieuses de dépassements (notamment sur la Ferrari d'Eddie Irvine), Olivier Panis offre à l'écurie française Ligier, en plein trouble, son premier succès depuis 1981. Seuls trois pilotes franchissent la ligne ; cette victoire est restée pendant 24 ans la dernière d'un pilote français. C'est aussi le dernier succès de l'écurie Ligier en Formule 1.
- GP de Monaco 1997 : encore disputée sous la pluie, la course voit de nombreux abandons. Nouvel homme fort de Monaco, Michael Schumacher remporte la course pour la troisième fois après une outrageuse domination.
- GP de Monaco 1998 : Mika Häkkinen domine le weekend et augmente son avance au championnat du monde sur un Michael Schumacher pris dans un accrochage avec Alexander Wurz. La Ferrari parvient à être réparée mais l'Allemand termine dixième, à deux tours de son rival.
- GP de Monaco 1999 : Ferrari signe son premier doublé en principauté à la suite de la victoire de Michael Schumacher et la deuxième place d'Eddie Irvine.
- GP de Monaco 2000 : profitant de l'abandon de Michael Schumacher sur bris de suspension, David Coulthard remporte le Grand Prix, quelques jours après avoir survécu à un accident d'avion.
- GP de Monaco 2001 : vainqueur sortant, David Coulthard, auteur de la pole position, cale sur la grille de départ. Contraint de repartir dernier, il remonte mais reste bloqué pendant plusieurs tours derrière l'Arrows d'Enrique Bernoldi et finit cinquième alors que Michael Schumacher s'impose pour la cinquième et dernière fois à Monaco, devant son coéquipier Rubens Barrichello et Eddie Irvine qui obtient le premier podium de Jaguar Racing. Jean Alesi mène sa Prost dans les points, une première pour l'écurie française depuis le Grand Prix d'Europe 1999.
- GP de Monaco 2003 : avec sa victoire dans les rues de la principauté, Juan Pablo Montoya devient le deuxième pilote de l'histoire après Graham Hill à inscrire son nom au palmarès à Monaco et aux 500 miles d'Indianapolis.
- GP de Monaco 2004 : dominateur d'une course émaillée de nombreux accidents dont la collision dans le tunnel et sous régime de neutralisation entre Michael Schumacher et Montoya, relégué à un tour, Jarno Trulli remporte son unique Grand Prix de Formule 1.
- GP de Monaco 2005 : cette édition dominée par la McLaren-Mercedes de Kimi Räikkönen voit un carambolage provoqué par Christijan Albers, déjà accidenté aux essais libres, au 23e passage.
- GP de Monaco 2006 : Michael Schumacher, auteur de la pole position, est rétrogradé en dernière position sur la grille de départ pour être parti volontairement à la faute à la fin des qualifications, empêchant son rival Fernando Alonso d'améliorer son temps. En course, l'Allemand finit à la cinquième place tandis qu'Alonso s'impose pour la première fois à Monaco devant Juan Pablo Montoya, dont c'est le dernier podium en Formule 1, et David Coulthard qui obtient le premier podium de Red Bull Racing ; il monte sur le podium vêtu d'une cape de Superman, son écurie assurant la promotion du film Superman Returns.
- GP de Monaco 2008 : sur un circuit qu'il affirme ne pas aimer, Felipe Massa obtient la pole position. Il mène les premiers tours sous une piste humide avant de partir à la faute à Sainte-Dévote, laissant Robert Kubica prendre la tête puis Lewis Hamilton à l'issue des ravitaillements. Le Britannique remporte finalement l'épreuve. Ce Grand Prix voit les sévères accidents de Nico Rosberg et de David Coulthard (déjà victime d'un accident lors des qualifications) provoquant leurs abandons.
- GP de Monaco 2009 : la séance de qualifications voit l'accident et l'élimination de Lewis Hamilton, champion du monde en titre, en Q1, ainsi que l'accrochage entre Sébastien Buemi et Nelsinho Piquet à Sainte-Dévote.

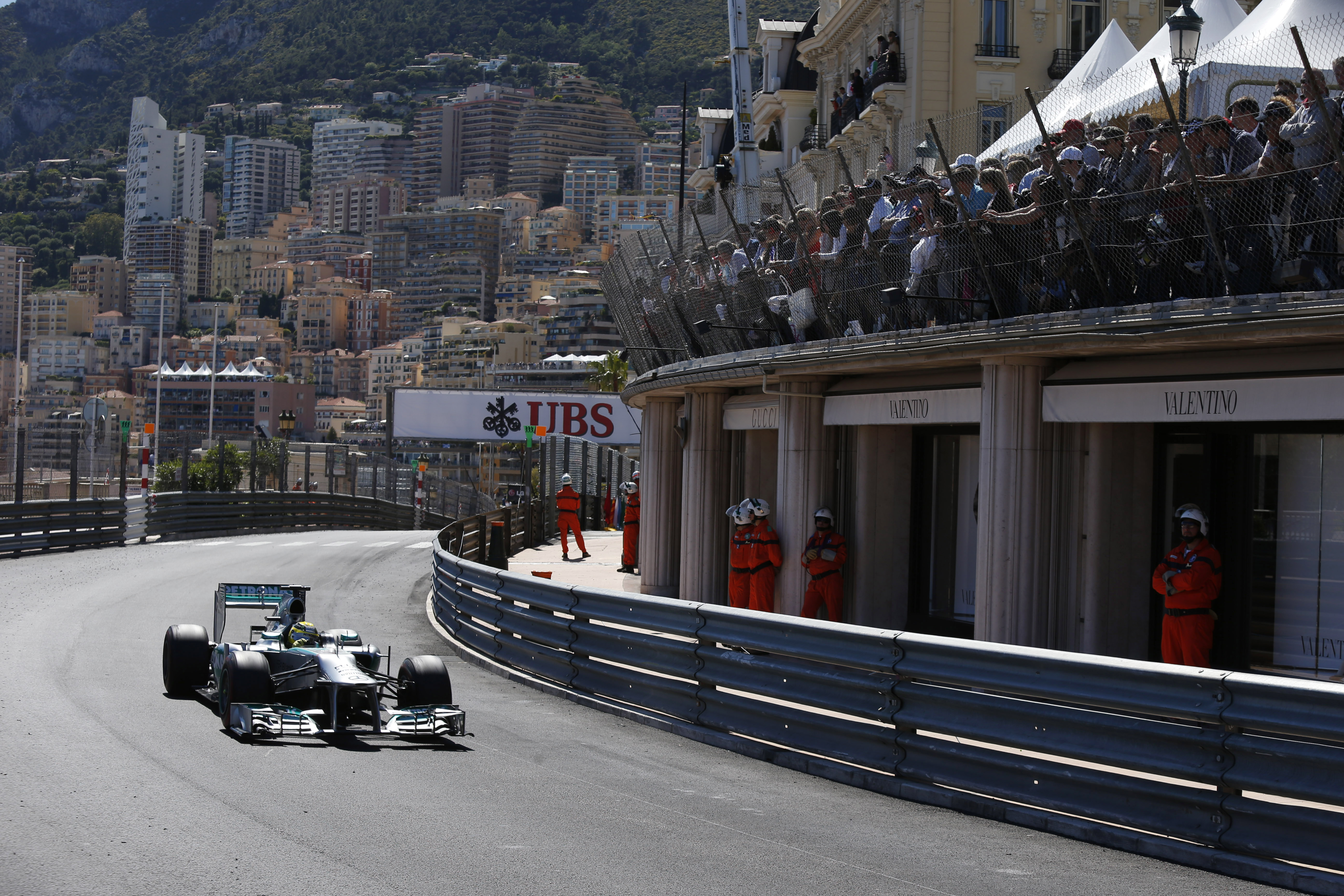
En 2013, Nico Rosberg s'impose à Monaco 30 ans après son père Keke Rosberg

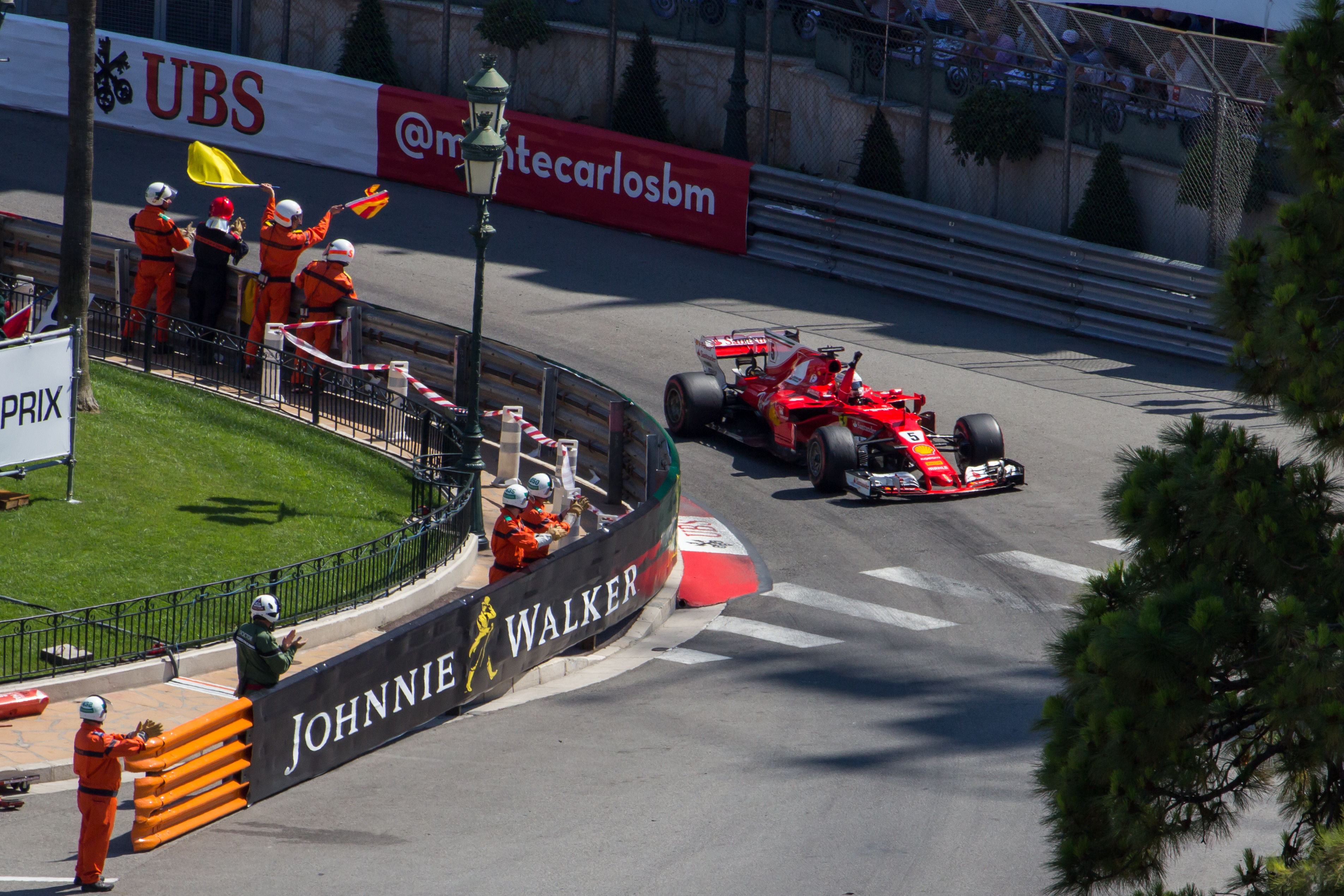
En 2017, Sebastian Vettel signe la première victoire de Ferrari à Monaco depuis 2001

- GP de Monaco 2010 : Fernando Alonso, parti des stands à la 24e et dernière place, se classe sixième de la course. En remontant ainsi de 18 places, il bat le record de Michael Schumacher (15 places remontées). Mark Webber remporte une course qu'il aura dominée.
- GP de Monaco 2011 : Sebastian Vettel, avec un seul changement de pneus, domine une course émaillée de nombreux accidents, dont un carambolage au soixante-neuvième tour qui entraîne l'arrêt de la course sur drapeau rouge au soixante-douzième tour pour permettre l'évacuation de Vitaly Petrov vers l'hôpital Princesse Grace. La course est relancée pour six tours après vingt-cinq minutes d'interruption.
- GP de Monaco 2012 : Michael Schumacher signe en qualifications sa première pole position depuis son retour en Formule 1 en 2010. Il ne s'élance cependant que sixième après une pénalité infligée en raison d'un accrochage au Grand Prix précédent. L'Australien Mark Webber remporte la course.
- GP de Monaco 2013 : Nico Rosberg domine et gagne la course trente ans après son père Keke.
- GP de Monaco 2014 : auteur de la pole position provisoire, Nico Rosberg, dans son dernier tour rapide, part à la faute à Mirabeau, les drapeaux jaunes sont agités et cela empêche son coéquipier et rival Lewis Hamilton d'améliorer. La manœuvre, bien que jugée non intentionnelle, suscite la polémique. Rosberg remporte la course devant Hamilton tandis que le jeune Français Jules Bianchi inscrit à la surprise générale les premiers points de son écurie Marussia F1 Team en se classant neuvième.
- GP de Monaco 2015 : Lewis Hamilton part en pole position et s'envole vers une victoire facile. Dans le peloton, Max Verstappen, à un tour du leader, se cale derrière Sebastian Vettel pour dépasser ses adversaires et remonter dans le classement. Le jeune Néerlandais percute violemment la Lotus de Romain Grosjean au virage de Sainte-Dévote, provoquant l'entrée de la voiture de sécurité. L'écurie Mercedes demande alors à Hamilton de passer aux stands pour changer de pneus, jugeant l'écart creusé avec Nico Rosberg suffisant pour repartir en tête ; le Britannique ressort juste derrière Rosberg et Vettel. Les positions n'évoluent pas et Rosberg s'impose pour la troisième fois consécutive à Monaco.
- GP de Monaco 2016 : le départ est donné derrière la voiture de sécurité à cause de la pluie. Daniel Ricciardo part en pole position pour la première fois de sa carrière. Une fois la course lancée, il prend le large devant Nico Rosberg à qui l'écurie Mercedes demande qu'il laisse passer son coéquipier Lewis Hamilton, plus rapide que lui. Lorsqu'il s'arrête aux stands, Ricciardo constate l'absence de ses mécaniciens qui n'étaient pas prêts, ce qui lui coûte de repartir derrière Hamilton qui s'impose pour la seconde fois à Monaco.
- GP de Monaco 2017 : Kimi Räikkönen réalise sa première pole position depuis le Grand Prix de France 2008, mais se fait piéger le lendemain par l'undercut de son coéquipier Sebastian Vettel.
- GP de Monaco 2018 : Daniel Ricciardo, meilleur temps des trois séances d'essais libres, des trois phases de qualifications, renoue avec la pole position après deux ans et remporte la victoire à l'issue d'une course menée de bout en bout malgré un problème de MGU-K.
- GP de Monaco 2020 : L'Automobile Club de Monaco annonce le jeudi 19 mars 2020, l'annulation du Grand Prix en raison de la pandémie de coronavirus[7]. Il s'agit de la première fois depuis 65 ans que le Grand Prix ne peut se tenir.
- GP de Monaco 2021 : malgré un accident à la fin des qualifications, Charles Leclerc obtient la pole position devant son public, la première pour lui et son équipe Ferrari depuis le Grand Prix du Mexique 2019. Le lendemain, il ne prend pas le départ à cause d'un problème durant le tour de mise en grille. Max Verstappen gagne la course et prend, pour la première fois de sa carrière, la tête du championnat du monde.
- GP de Monaco 2022 : Charles Leclerc, en pole position une nouvelle fois, prend cette fois-ci le départ en tête du Grand Prix, mais sous voiture de sécurité en raison de la pluie. La piste sèche et Ferrari fait une erreur stratégique en faisant arrêter le pilote monégasque deux fois de suite au stand ; il finit 4e. Sergio Pérez obtient la troisième victoire de sa carrière, la première d'un Mexicain à Monaco.
- GP de Monaco 2024 : Charles Leclerc, en pole position pour la troisième fois en quatre ans en principauté, remporte l'épreuve et devient le premier Monégasque vainqueur de son Grand Prix national dans le cadre du championnat du monde.

## Palmarès

### Par année
Les événements qui ne faisaient pas partie du championnat du monde de Formule 1 sont indiqués par un fond rose ; les évènements qui faisaient partie du championnat d'Europe des pilotes avant guerre sont indiqués par un fond jaune.
| Année     | Vainqueur                                                                   | Écurie                                                                      | Circuit                                                                     | Résultats                                                                   |
| --------- | --------------------------------------------------------------------------- | --------------------------------------------------------------------------- | --------------------------------------------------------------------------- | --------------------------------------------------------------------------- |
| 1929      | William Grover-Williams                                                     | Bugatti                                                                     | Monaco                                                                      | Résultats                                                                   |
| 1930      | René Dreyfus                                                                | Bugatti                                                                     | Monaco                                                                      | Résultats                                                                   |
| 1931      | Louis Chiron                                                                | Bugatti                                                                     | Monaco                                                                      | Résultats                                                                   |
| 1932      | Tazio Nuvolari                                                              | Alfa Romeo                                                                  | Monaco                                                                      | Résultats                                                                   |
| 1933      | Achille Varzi                                                               | Bugatti                                                                     | Monaco                                                                      | Résultats                                                                   |
| 1934      | Guy Moll                                                                    | Alfa Romeo                                                                  | Monaco                                                                      | Résultats                                                                   |
| 1935      | Luigi Fagioli                                                               | Mercedes-Benz                                                               | Monaco                                                                      | Résultats                                                                   |
| 1936      | Rudolf Caracciola                                                           | Mercedes-Benz                                                               | Monaco                                                                      | Résultats                                                                   |
| 1937      | Manfred von Brauchitsch                                                     | Mercedes-Benz                                                               | Monaco                                                                      | Résultats                                                                   |
| 1938-1947 | Non couru à cause de la Seconde Guerre mondiale et des problèmes financiers | Non couru à cause de la Seconde Guerre mondiale et des problèmes financiers | Non couru à cause de la Seconde Guerre mondiale et des problèmes financiers | Non couru à cause de la Seconde Guerre mondiale et des problèmes financiers |
| 1948      | Giuseppe Farina                                                             | Maserati                                                                    | Monaco                                                                      | Résultats                                                                   |
| 1949      | Annulé en raison du décès du prince Louis II                                | Annulé en raison du décès du prince Louis II                                | Annulé en raison du décès du prince Louis II                                | Annulé en raison du décès du prince Louis II                                |
| 1950      | Juan Manuel Fangio                                                          | Alfa Romeo                                                                  | Monaco                                                                      | Résultats                                                                   |
| 1951      | Non couru                                                                   | Non couru                                                                   | Non couru                                                                   | Non couru                                                                   |
| 1952      | Vittorio Marzotto                                                           | Ferrari                                                                     | Monaco                                                                      | Résultats                                                                   |
| 1953-1954 | Non couru                                                                   | Non couru                                                                   | Non couru                                                                   | Non couru                                                                   |
| 1955      | Maurice Trintignant                                                         | Ferrari                                                                     | Monaco                                                                      | Résultats                                                                   |
| 1956      | Stirling Moss                                                               | Maserati                                                                    | Monaco                                                                      | Résultats                                                                   |
| 1957      | Juan Manuel Fangio                                                          | Maserati                                                                    | Monaco                                                                      | Résultats                                                                   |
| 1958      | Maurice Trintignant                                                         | Cooper-Climax                                                               | Monaco                                                                      | Résultats                                                                   |
| 1959      | Jack Brabham                                                                | Cooper-Climax                                                               | Monaco                                                                      | Résultats                                                                   |
| 1960      | Stirling Moss                                                               | Lotus-Climax                                                                | Monaco                                                                      | Résultats                                                                   |
| 1961      | Stirling Moss                                                               | Lotus-Climax                                                                | Monaco                                                                      | Résultats                                                                   |
| 1962      | Bruce McLaren                                                               | Cooper-Climax                                                               | Monaco                                                                      | Résultats                                                                   |
| 1963      | Graham Hill                                                                 | BRM                                                                         | Monaco                                                                      | Résultats                                                                   |
| 1964      | Graham Hill                                                                 | BRM                                                                         | Monaco                                                                      | Résultats                                                                   |
| 1965      | Graham Hill                                                                 | BRM                                                                         | Monaco                                                                      | Résultats                                                                   |
| 1966      | Jackie Stewart                                                              | BRM                                                                         | Monaco                                                                      | Résultats                                                                   |
| 1967      | Denny Hulme                                                                 | Brabham-Repco                                                               | Monaco                                                                      | Résultats                                                                   |
| 1968      | Graham Hill                                                                 | Lotus-Ford                                                                  | Monaco                                                                      | Résultats                                                                   |
| 1969      | Graham Hill                                                                 | Lotus-Ford                                                                  | Monaco                                                                      | Résultats                                                                   |
| 1970      | Jochen Rindt                                                                | Lotus-Ford                                                                  | Monaco                                                                      | Résultats                                                                   |
| 1971      | Jackie Stewart                                                              | Tyrrell-Ford                                                                | Monaco                                                                      | Résultats                                                                   |
| 1972      | Jean-Pierre Beltoise                                                        | BRM                                                                         | Monaco                                                                      | Résultats                                                                   |
| 1973      | Jackie Stewart                                                              | Tyrrell-Ford                                                                | Monaco                                                                      | Résultats                                                                   |
| 1974      | Ronnie Peterson                                                             | Lotus-Ford                                                                  | Monaco                                                                      | Résultats                                                                   |
| 1975      | Niki Lauda                                                                  | Ferrari                                                                     | Monaco                                                                      | Résultats                                                                   |
| 1976      | Niki Lauda                                                                  | Ferrari                                                                     | Monaco                                                                      | Résultats                                                                   |
| 1977      | Jody Scheckter                                                              | Wolf-Ford                                                                   | Monaco                                                                      | Résultats                                                                   |
| 1978      | Patrick Depailler                                                           | Tyrrell-Ford                                                                | Monaco                                                                      | Résultats                                                                   |
| 1979      | Jody Scheckter                                                              | Ferrari                                                                     | Monaco                                                                      | Résultats                                                                   |
| 1980      | Carlos Reutemann                                                            | Williams-Ford                                                               | Monaco                                                                      | Résultats                                                                   |
| 1981      | Gilles Villeneuve                                                           | Ferrari                                                                     | Monaco                                                                      | Résultats                                                                   |
| 1982      | Riccardo Patrese                                                            | Brabham-Ford                                                                | Monaco                                                                      | Résultats                                                                   |
| 1983      | Keke Rosberg                                                                | Williams-Ford                                                               | Monaco                                                                      | Résultats                                                                   |
| 1984      | Alain Prost                                                                 | McLaren-TAG Porsche                                                         | Monaco                                                                      | Résultats                                                                   |
| 1985      | Alain Prost                                                                 | McLaren-TAG Porsche                                                         | Monaco                                                                      | Résultats                                                                   |
| 1986      | Alain Prost                                                                 | McLaren-TAG Porsche                                                         | Monaco                                                                      | Résultats                                                                   |
| 1987      | Ayrton Senna                                                                | Lotus-Honda                                                                 | Monaco                                                                      | Résultats                                                                   |
| 1988      | Alain Prost                                                                 | McLaren-Honda                                                               | Monaco                                                                      | Résultats                                                                   |
| 1989      | Ayrton Senna                                                                | McLaren-Honda                                                               | Monaco                                                                      | Résultats                                                                   |
| 1990      | Ayrton Senna                                                                | McLaren-Honda                                                               | Monaco                                                                      | Résultats                                                                   |
| 1991      | Ayrton Senna                                                                | McLaren-Honda                                                               | Monaco                                                                      | Résultats                                                                   |
| 1992      | Ayrton Senna                                                                | McLaren-Honda                                                               | Monaco                                                                      | Résultats                                                                   |
| 1993      | Ayrton Senna                                                                | McLaren-Ford                                                                | Monaco                                                                      | Résultats                                                                   |
| 1994      | Michael Schumacher                                                          | Benetton-Ford                                                               | Monaco                                                                      | Résultats                                                                   |
| 1995      | Michael Schumacher                                                          | Benetton-Renault                                                            | Monaco                                                                      | Résultats                                                                   |
| 1996      | Olivier Panis                                                               | Ligier-Mugen Honda                                                          | Monaco                                                                      | Résultats                                                                   |
| 1997      | Michael Schumacher                                                          | Ferrari                                                                     | Monaco                                                                      | Résultats                                                                   |
| 1998      | Mika Häkkinen                                                               | McLaren-Mercedes                                                            | Monaco                                                                      | Résultats                                                                   |
| 1999      | Michael Schumacher                                                          | Ferrari                                                                     | Monaco                                                                      | Résultats                                                                   |
| 2000      | David Coulthard                                                             | McLaren-Mercedes                                                            | Monaco                                                                      | Résultats                                                                   |
| 2001      | Michael Schumacher                                                          | Ferrari                                                                     | Monaco                                                                      | Résultats                                                                   |
| 2002      | David Coulthard                                                             | McLaren-Mercedes                                                            | Monaco                                                                      | Résultats                                                                   |
| 2003      | Juan Pablo Montoya                                                          | Williams-BMW                                                                | Monaco                                                                      | Résultats                                                                   |
| 2004      | Jarno Trulli                                                                | Renault                                                                     | Monaco                                                                      | Résultats                                                                   |
| 2005      | Kimi Räikkönen                                                              | McLaren-Mercedes                                                            | Monaco                                                                      | Résultats                                                                   |
| 2006      | Fernando Alonso                                                             | Renault                                                                     | Monaco                                                                      | Résultats                                                                   |
| 2007      | Fernando Alonso                                                             | McLaren-Mercedes                                                            | Monaco                                                                      | Résultats                                                                   |
| 2008      | Lewis Hamilton                                                              | McLaren-Mercedes                                                            | Monaco                                                                      | Résultats                                                                   |
| 2009      | Jenson Button                                                               | Brawn-Mercedes                                                              | Monaco                                                                      | Résultats                                                                   |
| 2010      | Mark Webber                                                                 | Red Bull-Renault                                                            | Monaco                                                                      | Résultats                                                                   |
| 2011      | Sebastian Vettel                                                            | Red Bull-Renault                                                            | Monaco                                                                      | Résultats                                                                   |
| 2012      | Mark Webber                                                                 | Red Bull-Renault                                                            | Monaco                                                                      | Résultats                                                                   |
| 2013      | Nico Rosberg                                                                | Mercedes                                                                    | Monaco                                                                      | Résultats                                                                   |
| 2014      | Nico Rosberg                                                                | Mercedes                                                                    | Monaco                                                                      | Résultats                                                                   |
| 2015      | Nico Rosberg                                                                | Mercedes                                                                    | Monaco                                                                      | Résultats                                                                   |
| 2016      | Lewis Hamilton                                                              | Mercedes                                                                    | Monaco                                                                      | Résultats                                                                   |
| 2017      | Sebastian Vettel                                                            | Ferrari                                                                     | Monaco                                                                      | Résultats                                                                   |
| 2018      | Daniel Ricciardo                                                            | Red Bull-Tag Heuer                                                          | Monaco                                                                      | Résultats                                                                   |
| 2019      | Lewis Hamilton                                                              | Mercedes                                                                    | Monaco                                                                      | Résultats                                                                   |
| 2020      | Annulé à cause de la pandémie de Covid-19                                   | Annulé à cause de la pandémie de Covid-19                                   | Annulé à cause de la pandémie de Covid-19                                   | Annulé à cause de la pandémie de Covid-19                                   |
| 2021      | Max Verstappen                                                              | Red Bull-Honda                                                              | Monaco                                                                      | Résultats                                                                   |
| 2022      | Sergio Pérez                                                                | Red Bull                                                                    | Monaco                                                                      | Résultats                                                                   |
| 2023      | Max Verstappen                                                              | Red Bull-Honda RBPT                                                         | Monaco                                                                      | Résultats                                                                   |
| 2024      | Charles Leclerc                                                             | Ferrari                                                                     | Monaco                                                                      | Résultats                                                                   |
| 2025      | Lando Norris                                                                | McLaren-Mercedes                                                            | Monaco                                                                      | Résultats                                                                   |

### Par nombre de victoires pilotes
Un fond rose indique un événement qui ne faisait pas partie du championnat du monde de Formule 1. Un fond jaune indique un événement qui faisait partie du championnat d'Europe d'avant la Seconde Guerre mondiale.
| Nombre de victoires                                        | Pilote                  | Années                             |
| ---------------------------------------------------------- | ----------------------- | ---------------------------------- |
| 6                                                          | Ayrton Senna            | 1987, 1989, 1990, 1991, 1992, 1993 |
| 5                                                          | Graham Hill             | 1963, 1964, 1965, 1968, 1969       |
| 5                                                          | Michael Schumacher      | 1994, 1995, 1997, 1999, 2001       |
| 4                                                          | Alain Prost             | 1984, 1985, 1986, 1988             |
| 3                                                          | Stirling Moss           | 1956, 1960, 1961                   |
| 3                                                          | Jackie Stewart          | 1966, 1971, 1973                   |
| 3                                                          | Nico Rosberg            | 2013, 2014, 2015                   |
| 3                                                          | Lewis Hamilton          | 2008, 2016, 2019                   |
| 2                                                          | Juan Manuel Fangio      | 1950, 1957                         |
| 2                                                          | Maurice Trintignant     | 1955, 1958                         |
| 2                                                          | Niki Lauda              | 1975, 1976                         |
| 2                                                          | Jody Scheckter          | 1977, 1979                         |
| 2                                                          | David Coulthard         | 2000, 2002                         |
| 2                                                          | Fernando Alonso         | 2006, 2007                         |
| 2                                                          | Mark Webber             | 2010, 2012                         |
| 2                                                          | Sebastian Vettel        | 2011, 2017                         |
| 2                                                          | Max Verstappen          | 2021, 2023                         |
| 1                                                          | William Grover-Williams | 1929                               |
| 1                                                          | René Dreyfus            | 1930                               |
| 1                                                          | Louis Chiron            | 1931                               |
| 1                                                          | Tazio Nuvolari          | 1932                               |
| 1                                                          | Achille Varzi           | 1933                               |
| 1                                                          | Guy Moll                | 1934                               |
| 1                                                          | Luigi Fagioli           | 1935                               |
| 1                                                          | Rudolf Caracciola       | 1936                               |
| 1                                                          | Manfred von Brauchitsch | 1937                               |
| 1                                                          | Giuseppe Farina         | 1948                               |
| 1                                                          | Vittorio Marzotto       | 1952                               |
| 1                                                          | Jack Brabham            | 1959                               |
| 1                                                          | Bruce McLaren           | 1962                               |
| 1                                                          | Denny Hulme             | 1967                               |
| 1                                                          | Jochen Rindt            | 1970                               |
| 1                                                          | Jean-Pierre Beltoise    | 1972                               |
| 1                                                          | Ronnie Peterson         | 1974                               |
| 1                                                          | Patrick Depailler       | 1978                               |
| 1                                                          | Carlos Reutemann        | 1980                               |
| 1                                                          | Gilles Villeneuve       | 1981                               |
| 1                                                          | Riccardo Patrese        | 1982                               |
| 1                                                          | Keke Rosberg            | 1983                               |
| 1                                                          | Olivier Panis           | 1996                               |
| 1                                                          | Mika Häkkinen           | 1998                               |
| 1                                                          | Juan Pablo Montoya      | 2003                               |
| 1                                                          | Jarno Trulli            | 2004                               |
| 1                                                          | Kimi Räikkönen          | 2005                               |
| 1                                                          | Jenson Button           | 2009                               |
| 1                                                          | Daniel Ricciardo        | 2018                               |
| 1                                                          | Sergio Pérez            | 2022                               |
| 1                                                          | Charles Leclerc         | 2024                               |
| 1                                                          | Lando Norris            | 2025                               |
| Mise à jour après le Grand Prix automobile de Monaco 2024. |                         |                                    |

| Pos. | Nation           | Victoires |
| ---- | ---------------- | --------- |
| 1er  | Royaume-Uni      | 19        |
| 2e   | Allemagne        | 12        |
| 3e   | France           | 11        |
| 4e   | Italie           | 7         |
| 5e   | Brésil           | 6         |
| 6e   | Australie        | 4         |
| 7e   | Argentine        | 3         |
| 7e   | Autriche         | 3         |
| 7e   | Finlande         | 3         |
| 10e  | Nouvelle-Zélande | 2         |
| 10e  | Afrique du Sud   | 2         |
| 10e  | Espagne          | 2         |
| 10e  | Monaco           | 2         |
| 10e  | Pays-Bas         | 2         |
| 14e  | Suède            | 1         |
| 14e  | Canada           | 1         |
| 14e  | Colombie         | 1         |
| 14e  | Mexique          | 1         |

### Par nombre de victoires constructeurs
Un fond rose indique un événement qui ne faisait pas partie du championnat du Monde de Formule 1. Un fond jaune indique un événement qui faisait partie du championnat d'Europe d'avant la Seconde Guerre mondiale.
| Nombre de victoires                                    | Écurie                | Années                                                                                        |
| ------------------------------------------------------ | --------------------- | --------------------------------------------------------------------------------------------- |
| 16                                                     | McLaren               | 1984, 1985, 1986, 1988, 1989, 1990, 1991, 1992, 1993, 1998 2000, 2002, 2005, 2007, 2008, 2025 |
| 11                                                     | Ferrari               | 1952, 1955, 1975, 1976, 1979, 1981, 1997, 1999, 2001, 2017, 2024                              |
| 8                                                      | Mercedes-Benz         | 1935, 1936, 1937, 2013, 2014, 2015, 2016, 2019                                                |
| 7                                                      | Lotus                 | 1960, 1961, 1968, 1969, 1970, 1974, 1987                                                      |
| 7                                                      | Red Bull Racing       | 2010, 2011, 2012, 2018, 2021, 2022, 2023                                                      |
| 5                                                      | British Racing Motors | 1963, 1964, 1965, 1966, 1972                                                                  |
| 4                                                      | Bugatti               | 1929, 1930, 1931, 1933                                                                        |
| 3                                                      | Alfa Romeo            | 1932, 1934, 1950                                                                              |
| 3                                                      | Cooper                | 1958, 1959, 1962                                                                              |
| 3                                                      | Maserati              | 1948, 1956, 1957                                                                              |
| 3                                                      | Tyrrell               | 1971, 1973, 1978                                                                              |
| 3                                                      | Williams              | 1980, 1983, 2003                                                                              |
| 2                                                      | Benetton              | 1994, 1995                                                                                    |
| 2                                                      | Brabham               | 1967, 1982                                                                                    |
| 2                                                      | Renault               | 2004, 2006                                                                                    |
| 1                                                      | Ligier                | 1996                                                                                          |
| 1                                                      | Brawn GP              | 2009                                                                                          |
| Grille mise à jour après le Grand Prix de Monaco 2024. |                       |                                                                                               |

| Pos. | Nation      | Victoires |
| ---- | ----------- | --------- |
| 1er  | Royaume-Uni | 42        |
| 2e   | Italie      | 17        |
| 3e   | Allemagne   | 8         |
| 4e   | France      | 7         |
| 4e   | Autriche    | 7         |

### Records
- Pole position : Lando Norris (McLaren Racing) en 1 min 9 s 954 en 2025.
- Meilleur tour en course : Lewis Hamilton (Mercedes Grand Prix) en 1 min 12 s 909 en 2021.

## Culture populaire
La semaine du Grand Prix de Monaco, la Nazionale Piloti, équipe de football composée de pilotes automobiles, joue depuis 1981 un match traditionnel contre d'autres personnalités pour des œuvres caritatives,.